# Нейронаука

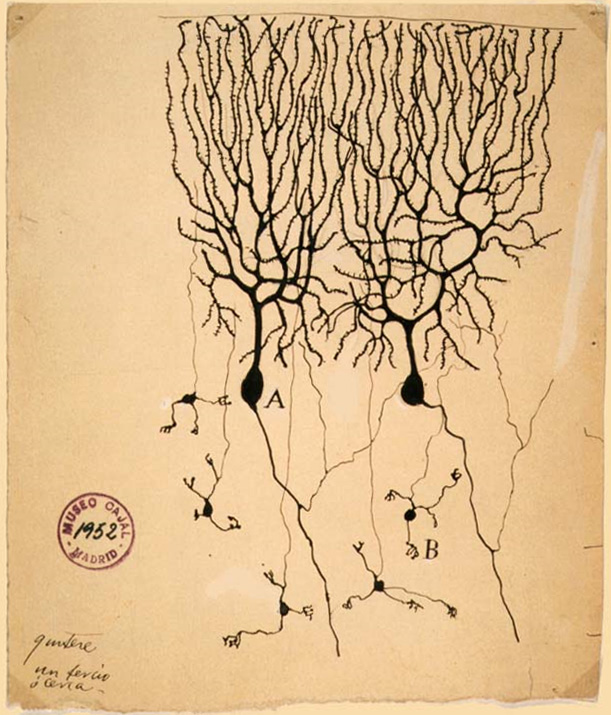
Малюнок нейронів мозочка голуба, Сантьяго Рамон-і-Кахаль (1899)

Нейронау́ка (англ. Neuroscience, нім. Neurowissenschaften) — комплекс наукових дисциплін, які займаються вивченням нервової системи на різних рівнях, від молекулярного до рівня цілого організму. Нейронаука з'явилася як галузь біології та згодом набула інтердисциплінарного статусу на перетині біології, медицини, психології, хімії, біоінженерії, інформатики, кібернетики, математики і мовознавства. Розширення поля дослідження нейронауки поєднується зі зростанням різноманітності концептуальних і методологічних підходів.

Сигнали мозку на рівні нейронів та їх синапсів

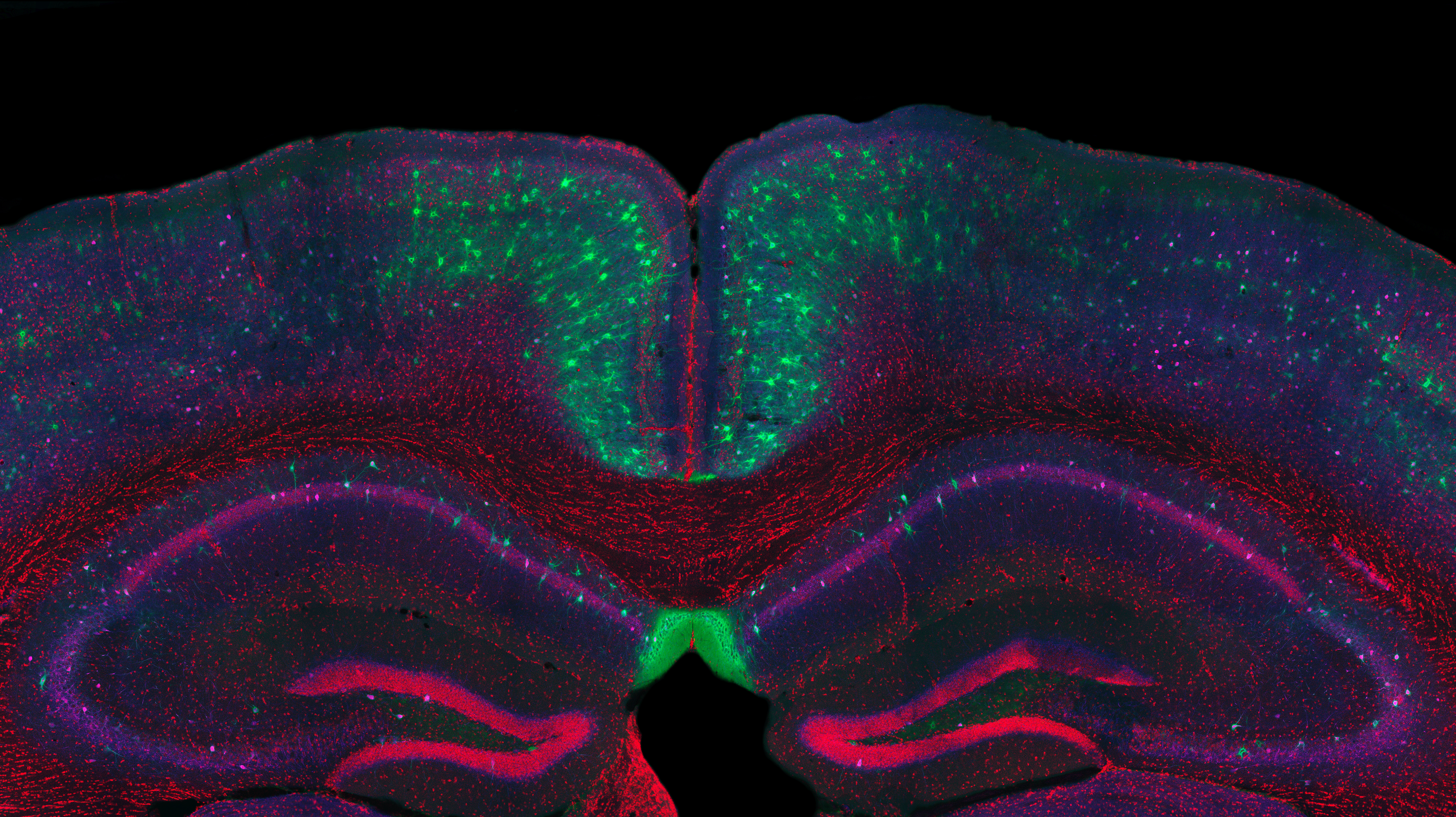
Вигляд мишачого гіпокампу, забарвленого різними флуоресцентними білками, що показує численну щільність ядер і нейронів

## Термін «нейронаука»
Термін «нейронаука» з'явився в англосаксонському світі 60-х роках минулого століття на позначення галузі біологічної науки, яка займається дослідженням нервової системи, зокрема за допомогою електрофізіологічних методів. Особливого розголосу ці дослідження набули після присудження 1981 року Нобелівської премії Девіду Г'юбелу та Торстену Візелу.

## Сучасна нейронаука
Наукове дослідження нервової системи значно розвинулось в другій половині ХХ століття, в основному завдяки досягненням в галузях молекулярної біології, клітинної біології, електрофізіології та обчислювальної біології. Це дозволило вивчати нервову систему в усіх її аспектах: фізіологічну будову, функціонування, розвиток, паталогії у функціонуванні, і як вона може бути змінена. Наприклад, стало можливим досить докладно розібратися в складних процесах функціонування клітини нейрона. Нейрони є клітинами, що спеціалізовані для передачі сигналів. Вони мають можливість передавати сигнали іншим нейронам та клітинам іншого типу через спеціалізовані з'єднання — синапси, за допомогою яких електричні або електрохімічні сигнали можуть передаватися від однієї клітини до іншої. Нейрони мають довгі тонкі ниткоподібні відростки — аксони, які можуть простягатися до віддалених частин організму і здатні швидко передавати електричні імпульси, що впливають на активність інших нейронів, м'язів, або залоз. Нервова система побудована з сукупності нейронів, які з'єднуються в нейронні ланцюги, які об'єднуються в нейронні ансамблі, які, в свою чергу, формують нейронні мережі, волокна яких простягаються по всьому тілу, диригуючи всіма фізіологічними процесами.
У хребетних тварин нервова система умовно поділяється на дві частини: центральну нервову систему (головний та спинний мозок) і периферичну нервову систему. У багатьох видів, у тому числі всіх хребетних, нервова система є найбільш складною системою органів в організмі, причому найскладнішою частиною є головний мозок. Один тільки людський мозок містить близько ста мільярдів нейронів і ста триліонів синапсів; він складається з тисяч окремих підструктур, що з'єднані одна з одною у синаптичні мережі. Принцип роботи цих хитросплетіннь наука тільки почала розгадувати. Більшість з приблизно 20-25,000 генів, з яких складається геном людини несуть в собі інформацію, зокрема, про будову головного мозку. Завдяки гнучкості будови мозку, структура його синапсів і виконання ними конкретних функцій змінюються протягом життя.
Розуміння біологічної основи навчання, пам'яті, поведінки, сприйняття та свідомості було описано Еріком Кенделом, лауреатом Нобелівської премії з медицини та фізіології 2000-го року, як «епічний виклик» біологічних наук. Ерік Кендел отримав Нобелівську премію за дослідження, що показало, як нейромедіатори через вторинні посередники і фосфорилювання білків забезпечують формування короткотривалої та довготривалої пам'яті. (див. Нейропластичність)
В Україні з 1998 року діє Українське товариство нейронаук, що об'єднує більше 100 науковців.

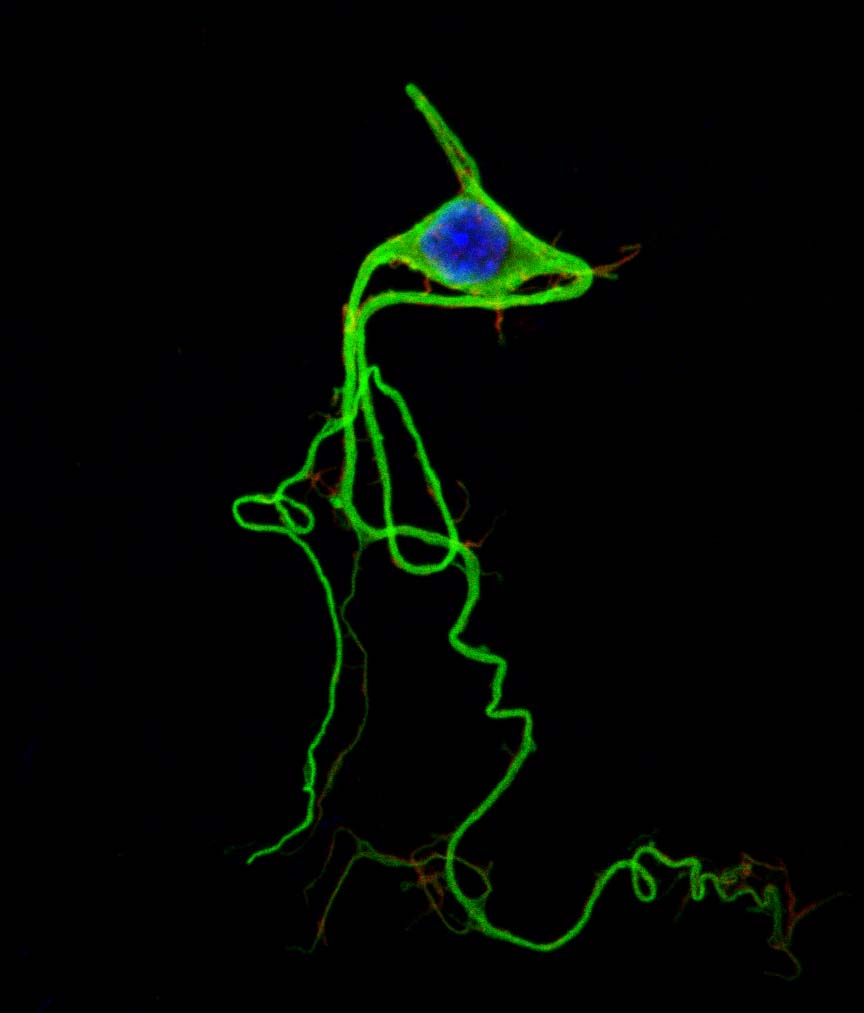
Нейрон курячого ембріона (мікроскопічне фарбування), сфотографований конфокальним мікроскопом.

### Молекулярна та клітинна нейронаука
Основні питання молекулярної нейронауки включають механізми, за допомогою яких нейрони виражають молекулярні сигнали та реагують на них, а також те, як аксони формують складні схеми. На цьому рівні інструменти молекулярної біології та генетики використовуються для розуміння того, як розвиваються нейрони та як генетичні зміни впливають на біологічні функції. Морфологія, молекулярна ідентичність і фізіологічні характеристики нейронів і те, як вони пов'язані з різними типами поведінки, також становлять значний інтерес.
Питання клітинної нейронауки включають механізми того, як нейрони обробляють сигнали фізіологічно та електрохімічно. Ці запитання включають те, як сигнали обробляються нейритами та сомами, та як нейромедіатори та електричні сигнали використовуються для обробки інформації в нейроні. Нейрити — це тонкі відростки тіла нейронної клітини, що складаються з дендритів (спеціалізованих для отримання синаптичних сигналів від інших нейронів) і аксонів (спеціалізованих для проведення нервових імпульсів, які називаються потенціалами дії). Соми є клітинними тілами нейронів і містять ядро.
Іншим важливим напрямком клітинної нейронауки є дослідження розвитку нервової системи. Питання включають структурування та регіоналізацію нервової системи, розвиток аксонів і дендритів, трофічні взаємодії, утворення синапсів і застосування фрактонів у нейронних стовбурових клітинах, диференціювання нейронів і глії (нейрогенез і гліогенез), а також нейрональні міграцї.
Комп'ютерне нейрогенетичне моделювання стосується розробки динамічних нейронних моделей для моделювання функцій мозку щодо генів і динамічної взаємодії між генами.

### Нейронні ланцюги та системи

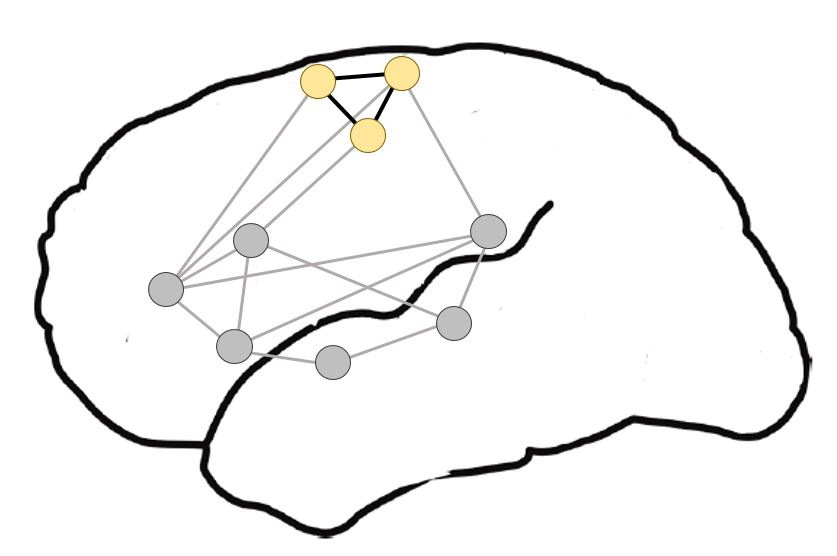
Моторно-семантичних нейронні ланцюги, ансамблі та мережі

Питання системної нейронауки включають питання про те, як нейронні ланцюги формуються та використовуються анатомічно та фізіологічно для створення таких функцій, як рефлекси, мультисенсорна інтеграція, рухова координація, циркадні ритми, емоційні реакції, навчання, пам'ять та свідомість. Іншими словами, вони розглядають, як ці нейронні ланцюги функціонують у великомасштабних мережах мозку і механізми, за допомогою яких генерується поведінка. Наприклад, аналіз системного рівня стосується питань, що стосуються конкретних сенсорних і моторних модальностей: як працює зір? Як співочі птахи вивчають нові пісні, а кажани орієнтуються за допомогою ультразвуку? Як соматосенсорна система обробляє тактильну інформацію?
Суміжні галузі нейроетології та нейропсихології розглядають питання про те, як нейронні субстрати лежать в основі специфічної поведінки тварин і людей.
Нейроендокринологія та психонейроімунологія досліджують взаємодію між нервовою системою та ендокринною та імунною системами відповідно.
Незважаючи на багато досягнень, те, як мережі нейронів виконують складні когнітивні процеси та поведінку, все ще мало вивчено.

### Когнітивна та поведінкова нейронаука
Когнітивна нейронаука розглядає питання про те, як психологічні функції виробляються нейронними схемами. Поява нових потужних методів вимірювання, таких як нейровізуалізація (наприклад, фМРТ, дифузійна МРТ, ПЕТ, ОФЕКТ), ЕЕГ, МЕГ, оптогенетика та генетичний аналіз людини в поєднанні зі складними експериментальними техніками з когнітивної психології дозволяє нейробіологам і психологам відповідати на абстрактні питання, наприклад, як пізнання та емоції відображаються на певних нейронних субстратах.
Незважаючи на те, що багато досліджень все ще дотримуються редукціоністської позиції, шукаючи нейробіологічні основи когнітивних явищ, останні дослідження показують, що існує цікава взаємодія між нейронауковими відкриттями та концептуальними дослідженнями, вимагаючи та інтегруючи обидві точки зору. Наприклад, нейронаукові дослідження емпатії викликали цікаву міждисциплінарну дискусію за участю філософії, психології та психопатології. Крім того, нейронаукова ідентифікація багатьох систем пам'яті, пов'язаних з різними ділянками мозку, поставила під сумнів ідею пам'яті як буквального відтворення минулого, підтримуючи погляд на пам'ять як на генеративний, конструктивний і динамічний процес.
Нейронаука також пов'язана з соціальними та поведінковими науками, а також із міждисциплінарними галузями, що зароджуються. Приклади таких альянсів включають нейроекономіку, теорію прийняття рішень, соціальну нейронауку та нейромаркетинг для вирішення складних питань про взаємодію мозку з його середовищем.

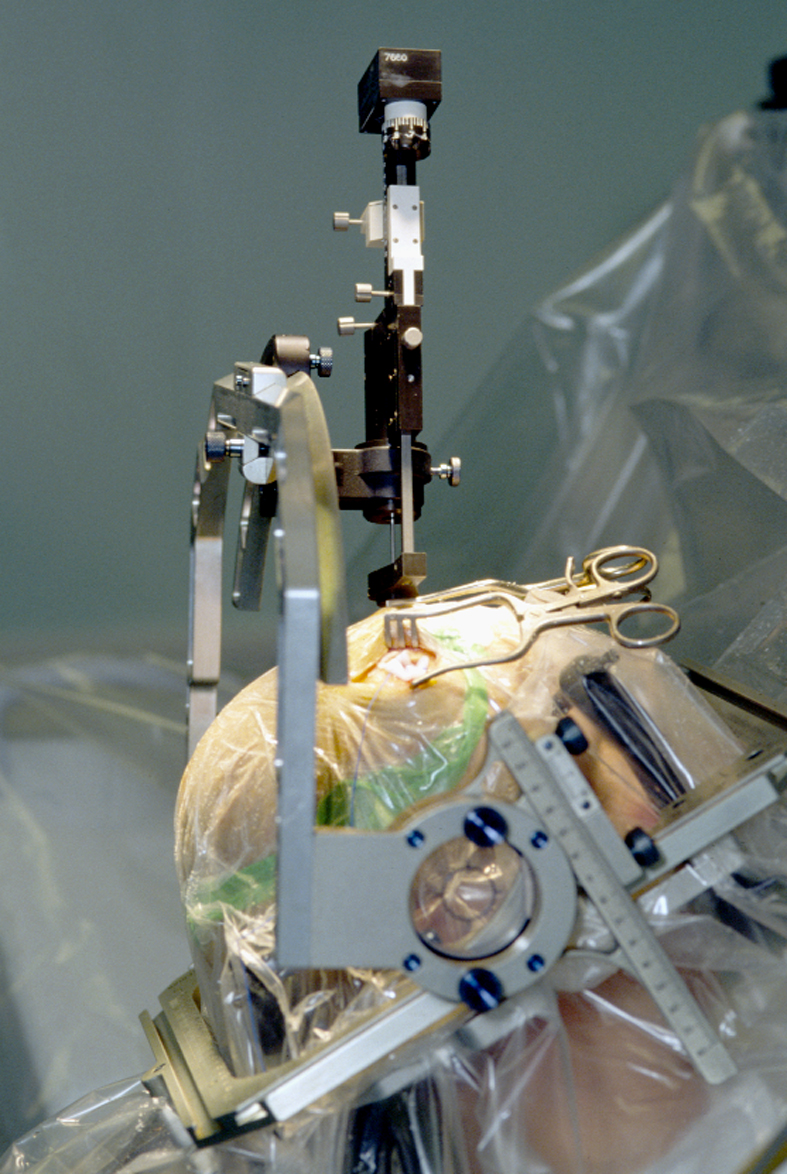
Нейрохірургічна операція

### Клінічна нейронаука
Неврологія, психіатрія, нейрохірургія, анестезіологія, нейрорадіологія, офтальмологія — є деякими медичними спеціальностями, які спеціально стосуються захворювань нервової системи. Ці терміни також стосуються клінічних дисциплін, пов'язаних з діагностикою та лікуванням цих захворювань.
Неврологія займається захворюваннями центральної та периферичної нервової системита та їх лікуванням.
Психіатрія фокусується на афективних, поведінкових, когнітивних і перцептивних розладах.
Нейрофармакологія, психофармакологія та нейропсихофармакологія — дослідження на стику нейронауки, психології та психіатрії, та фармакології.
Анестезіологія зосереджена на сприйнятті болю та фармакологічній зміні свідомості.
Нейрохірургія займається переважно хірургічним лікуванням захворювань центральної та периферичної нервової системи.

### Обчислювальна нейронаука
Питання в обчислювальній нейронауці можуть охоплювати широкий спектр питань, таких як розвиток, структура та когнітивні функції мозку. Дослідження в цій галузі використовують математичні моделі, теоретичний аналіз і комп'ютерне моделювання для опису та перевірки біологічно імовірних нейронів і нервових систем. Наприклад, моделі біологічних нейронів — це математичні описи імпульсних нейронів, які можна використовувати для опису як поведінки окремих нейронів, так і динаміки нейронних мереж.

### Біоінженерія

#### Інженерія нервової тканини

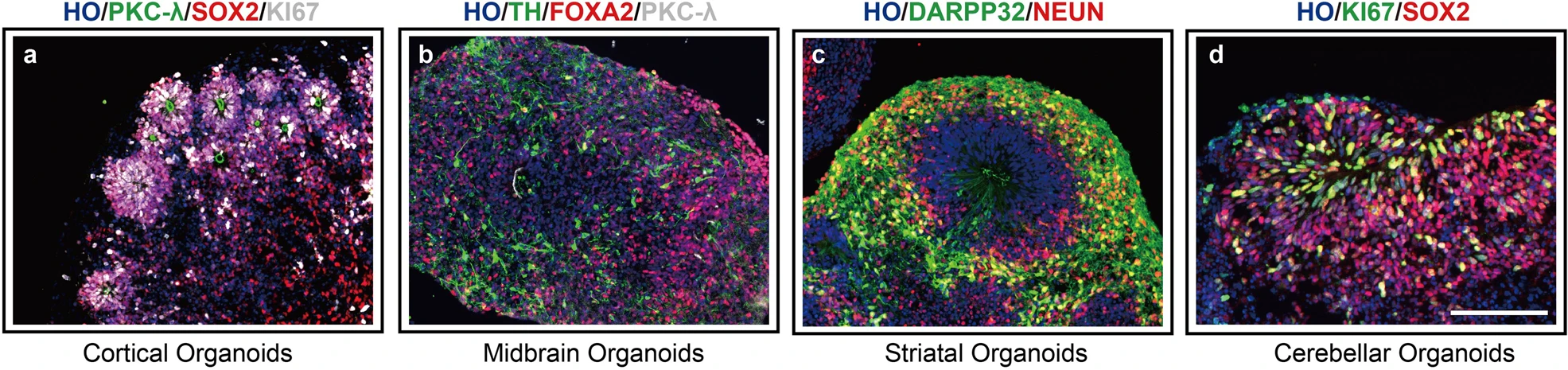
Імунофлуоресцентне зображення різних типів кортикальних органоїдів, вирощених з плюрипотентних стовбурових клітин

Інженерія нервової тканини — це галузь тканинної інженерії (яка, в свою чергу є галуззю біомедичної інженерії), яка зосереджена на розробці функціональних замінників нервової тканини для заміни або відновлення пошкодженої або хворої тканини центральної нервової системи (ЦНС) або периферичної нервової системи (ПНС). Метою інженерії нервової тканини є відновлення втраченої функції нервової системи за допомогою побудови нової нервової тканини із спеціальних матеріалів, клітин і факторів росту, для транплантування в місця дефекту.
Ця область дослідження включає в себе принципи матеріалознавства, біології та інженерії для проектування та розробки органоїдів, пристроїв, каркасів і 3D-культур, які сприяють росту, виживанню та функціональній інтеграції нейронів і гліальних клітин в місця ураження хворобами, травмами чи процесами старіння.

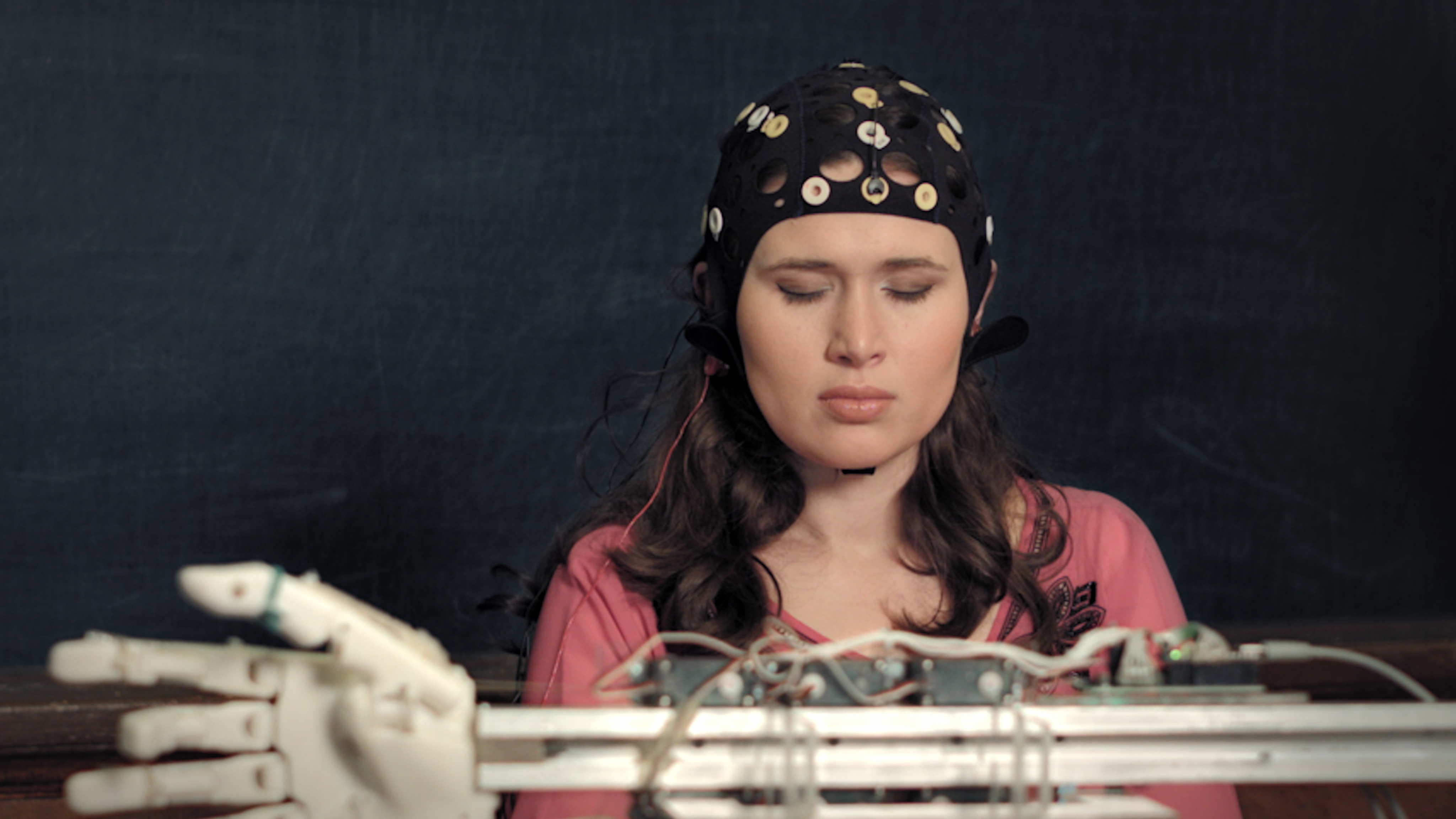
Нейрокомп'ютерний інтерфейс. Управління пластиковою рукою за допомогою думки.

#### Нейроінженерія
Нейроінженерія — це галузь біомедичної інженерії (яка є галуззю біонженерії), що спирається на галузі обчислювальної нейронауки, нейроінформатики, системної нейронауки, неврології, робототехніки й електротехніки, та обробки сигналів живої нервової тканини та охоплює елементи біокібернетики та кібернетики, комп'ютерної інженерії, інженерії нервової тканини, матеріалознавства, біомолекулярної електроніки та нанотехнологій.
Основні цілі в цій галузі включають відновлення та посилення функцій людини шляхом прямої взаємодії між нервовою системою та штучними пристроями.
Значна частина поточних досліджень зосереджена на розумінні кодування та обробки інформації в сенсорних і моторних системах, кількісному визначенні того, як ця обробка змінюється в патологічному стані, і як нею можна маніпулювати за допомогою взаємодії зі штучними пристроями, включаючи інтерфейси мозок-комп'ютер і нейропротези.

## Галузі нейронауки
Біологічні дисципліни нейронауки:
| Дисципліни                  | Головні теми | Експериментальні й теоретичні методи |
| --------------------------- | --- | --- |
| Нейробіологія               | Вивчення нервової системи з погляду біології | Всі методи, наведені нижче |
| Нейрофізіологія             | Потенціал дії, Нейрон, Синапс, Нейромедіатори, Нейропластичність, ЦНС, ПНС, АНС, Нейроглія, Рецептори, Рефлекс, Нейровізуалізація, Нейрофармакологія, Нейроендокринологія, Нейроімунологія                                                                              | Електрофізіологія (Patch clamp, Матриця мікроелектродів), Електроенцефалографія, Нейронні коливання, оптогенетика, візуалізація кальцієвих сигналів, фМРТ, ПЕТ; Обчислювальна нейронаука, Теорія інформації, Конектоміка, Нервове кодування, Штучні нейронні мережі, Нейроінформатика |
| Нейробіологія розвитку      | Нейруляція, Нервовий гребінь, Нервові стовбурові клітини, Клітинна проліферація, Клітинна диференціація, Нейрогенез, Нейропластичність, Епігеноміка, Аксональне наведення, Міграція нейронів, Фактор росту, Нервово-м’язовий синапс, Нейротрофін, Апоптоз, Синаптогенез | Електрофізіологія, Органоїди, Нейротрофічні фактори, Імуногістохімія, Гібридизація in situ, Нокаутна миша, Нейровізуалізація (Флуоресцентна мікроскопія, Електронна мікроскопія, Покадрова мікроскопія), Епігенетичне перепрограмування |
| Молекулярна нейронаука      | Нейрохімія; Синапс, Синаптична передача, Нейромедіатори, Синтез протеїнів, Транспортування протеїнів, Іонні канали | Імуногістохімія, Полімеразна ланцюгова реакція, Молекулярне клонування, Флуоресцентна мікроскопія, Секвенування клітин, Біоінформатика (Епігеноміка, Геноміка, Транскриптоміка, Протеоміка, Ліпідоміка, Глікоміка, Метаболоміка, Інтерактоміка та ін.) Гібридизація in situ, Біохімічне дозування, Флюоресцентна гібридизація in situ, Саузерн-блот, ДНК-мікрочип, Зелений флюоресцентний білок, Високоефективна рідинна хроматографія, Оптогенетика, Хемогенетика, Мікродіаліз, Генетична інженерія (Редагування генома, Генотерапія) |
| Клітинна нейронаука         | Нейрон, Синапс, Нейронний ланцюг, Синаптична пластичність, Нейроглія, Клітинна проліферація, Клітинна диференціація, Нейрогенез, Нейропластичність,Нейромедіатор | Імуногістохімія, Електрофізіологія (Patch clamp), Нокаутна миша, Нейровізуалізація (Флуоресцентна мікроскопія, Оптогенетика), Обчислювальна нейронаука, Епігенетичне перепрограмування |
| Системна нейробіологія      | Нейронний ансамбль, Біологічна нейронна мережа, Конектом, Соматосенсорна система, Зорова система, Слухова система, Моторна система, Сон, Гомеостаз, Когнітивні функції, Нейропластичність, Свідомість (Квантова свідомість)                                             | Нейровізуалізація, Електрофізіологія (Внутрішньоклітинні записи, Позаклітинні записи та Patch clamp), Когнітивістика та когнітивна нейронаука, Нейропсихологія, Обчислювальна нейронаука, Теорія інформації, Конектоміка, Нервове кодування, Штучні нейронні мережі, Біоінформатика (Нейроінформатика, Мультиоміка) |
| Нейроанатомія               | Зорова кора, Вестибулярний апарат | Диссекція, Фотонна мікроскопія, Нейронний розтин |
| Функціональна нейроанатомія | Слух, Сенсорна інтеграція, Ноцицепція, Бачення кольорів, Нюх, Спинний мозок, Сон, Гомеостаз, Увага | |

Когнітивні дисципліни нейронауки:
| Дисципліни            | Головні теми | Експериментальні й теоретичні методи |
| --------------------- | --- | --- |
| Когнітивна нейронаука | Когнітивні функції мозку, Свідомість, Циркадний ритм, Увага, Сприйняття, Зір, Слух, Нюх, Смак, Прийняття рішення, Мова, Пам'ять, Моторне навчання, Самосвідомість, Усвідомленість, Метакогніція | Електроенцефалографія, Функціональна магнітно-резонансна томографія, Магнітоенцефалографія, Магнітний резонанс, Дифузійна МРТ, Позитрон-емісійна томографія, Однофотонна емісійна комп'ютерна томографія, Транскраніальна магнітна стимуляція, експериментальні методи когнітивної психології, Психометрія, Нейромодуляція; Системна нейробіологія. |
| Психофізіологія       | Психогенетика, Біологічна психологія, Гомеостаз, Агресивність, Материнський зв'язок, Статевий потяг, Контроль моторики, Активаційний ефект гормонів, Сердечні ритми                             | Синхронізація, ГІпноз, Медитація, Афірмація, Психотерапія; Тваринна модель, Нокаутна миша, Викликаний потенціал |
| Нейролінгвістика      | Мова, Мовлення, Мовленнєвий акт, Зона Брока, Зона Верніке, Засвоєння мови, Афазія, Дислексія, Сприйняття мови, Семантична обробка                                                               | теоретичні моделі Психолінгвістики, Когнітивної науки, й Інформатики; експериментальні методи когнітивної нейронауки. |
| Афективна нейронаука  | Емоції, Мотивація, Біль | |
| Соціальна нейронаука  | Когнітивність, Емоції, Щастя, Любов, Мотивація, Соціальне сприйняття, Моральне міркування, Наслідування у поведінці, Емпатія, Колективний розум, Нейромаркетинг, Емоційний інтелект             | теоретичні моделі Соціальної психології, Когнітивної науки, Біології; експериментальні методи когнітивної нейронауки, психогенетики, ендокринології. |

Медичні галузі нейронауки:
| Дисципліни      | Головні теми | Експериментальні й теоретичні методи |
| --------------- | --- | --- |
| Неврологія      | Нейрореабілітація, Нейропластичність, Парез, Параліч, Деменція (Хвороба Альцгеймера), Хвороба Паркінсона, Периферійна нейропатологія, Амнезія, Апраксія, Неврологічний розлад                                                                                                   | Неврологічне обстеження, Нейровізуалізація (ЕЕГ, МРТ, фМРТ, ПЕТ), Нейрореабілітація, Електроміографія, Нейромодуляція і Нейростимуляція (Транскраніальна магнітна стимуляція, Глибока стимуляція мозку), Нейрофармакологія, Регенеративна медицина (Інженерія нервової тканини, Органоїд, Генотерапія, Епігенетичне перепрограмування), Психопластогени |
| Нейрохірургія   | Черепно-мозкова травма, Цереброваскулярні хвороби, Дитяча нейрохірургія Хірургія епілепсії, Нейроонкологія (Пухлина головного мозку), Нейровізуалізація, Нейромодуляція (Глибока стимуляція мозку), Внутрішньочерепний тиск                                                     | Нейровізуалізація, Інтраопераційний нейрофізіологічний моніторинг, Роботизована хірургія, Нейромодуляція, Нейростимуляція, Конектоміка, Інженерія нервової тканини, Нейроінженерія, Нейрореабілітація |
| Нейропсихологія | Розлади аутистичного спектра, Значний депресивний розлад, Тривога, Посттравматичний стресовий розлад, Стрес, Когнітивний розлад, Деменція, Хвороба Паркінсона, Інсульт, Розлади розвитку нервової системи (Дитячий церебральний параліч) , Виконавчі функції, Нейрореабілітація | Нейропсихологічна оцінка, Нейровізуалізація (Функціональна нейровізуалізація, ЕЕГ, фМРТ, ПЕТ), Нейромодуляція, Психофізіологія, Психолінгвістика; Психопластогени, Психоделічна психотерапія, Медитація |
| Психіатрія      | Психічне здоров'я, Біполярний афективний розлад, Нейропластичність, Депресія, Посттравматичний стресовий розлад, Розлади аутистичного спектра, Тривожний розлад особистості, Розлад переїдання, Залежність, Шизофренія                                                          | Психофармакологія, Нейрофармакологія, Біологічна психіатрія, Психіатрична реабілітація, Психотерапія, Нейровізуалізація,Нейропсихологія, Нейромодуляція |

Напрямки інженерії й технології:
| Дисципліни        | Головні теми | Експериментальні й теоретичні методи |
| ----------------- | --- | --- |
| Нейроінженерія    | Нейрореабілітація, Інженерія нервової тканини, Нейрокомп'ютерний інтерфейс, Нейропротезування; Удосконалення людини | Біомедична інженерія, Системна нейробіологія, Обчислювальна нейронаука, Теорія інформації, Нервове кодування, Штучні нейронні мережі, Нейроінформатика, Нейрокібернетика, Нейрокомп'ютерний інтерфейс, Нейропротезування, Транскраніальна магнітна стимуляція, Нейромодуляція |
| Нейровізуалізація | Нейрорадіологія, Функціональна нейровізуалізація, Конектом, Потенціал, пов'язаний з подією                          | Електроенцефалографія, Функціональна магнітно-резонансна томографія, Магнітоенцефалографія, Позитрон-емісійна томографія, Магнітний резонанс, Дифузійна МРТ, Однофотонна емісійна комп'ютерна томографія, Оптогенетика                                                        |

Нові дисципліни:
| Дисципліни              | Головні теми | Експериментальні й теоретичні методи |
| ----------------------- | --- | --- |
| Нейрофілософія          | Свідомість, Філософія свідомості, Кваліа, Важка проблема свідомості, Свобода волі, Біоцентричний Всесвіт, Квантова свідомість (Оркестрована об’єктивна редукція), Електромагнітні теорії свідомості, Обчислювальна теорія розуму, Філософія штучного інтелекту, Сильний штучний інтелект, Органоїдний інтелект, Моделювання свідомості                                                 | Експериментальна філософія, Психофізика, Когнітивна нейронаука, Нейроетика, Епістеміологія, Гносеологія |
| Компутаційна нейронаука | Штучна нейронна мережа (Імпульсна нейронна мережа, Квантова нейронна мережа), Біологічна нейронна мережа, Геббова теорія, Нейронне кодування, Синхронізація, Синаптична пластичність, Конектом, Байєсівські підходи, Принцип вільної енергії, Когнітивна нейронаука, Динамічне причинно-наслідкове моделювання, Когнітивна архітектура, Нейроморфні обчислення, Моделювання свідомості | Електрофізіологія (Patch clamp, Матриця мікроелектродів), Нейровізуалізація, Нейроінженерія, Ланцюги Маркова, Суперкомп'ютер, Нейроінформатика, Нейрокібернетика, Нейроморфні обчислення, Модель біологічного нейрона |

## Додаткова література

### Книги
- Серія книг Progress in Brain Research (Elsevier, 1963—2023+)
- Серія книг Contemporary Clinical Neuroscience (Springer Nature, 2001—2023+)
- Ерік Кендел, John Koester, Sarah Mack, Steven Siegelbaum (2021). Principles of Neural Science. McGraw Hill. с. 1646. ISBN 978-1-25-964224-1.

### Журнали
Кращі наукові журнали за рейтингом цитованності (зверху вниз). Журнали з неврології, нейрохірургії, нейровізуалізації, молекулярної, клітинної та системної нейронауки та ін. дисциплін містяться на відповідних сторінках.

#### Нейронаука
- Neuron (сайт)
- The Journal of Neuroscience (сайт)
- Nature Neuroscience (сайт)
- Nature Reviews Neuroscience (сайт)
- Brain (сайт)
- Cell: Trends in Neurosciences
- Annual Review of Neuroscience
- Progress in Neurobiology
- Current Opinion in Neurobiology
- Neuroscience
- European Journal of Neuroscience
- Journal of Neuroscience Methods
- Серія Progress in Brain Research

#### Галузеві
- Neuroscience and Biobehavioral Reviews
- Journal of Cognitive Neuroscience
- Molecular and Cellular Neurosciences
- Molecular Neurobiology
- Cellular and Molecular Neurobiology

#### Міждисциплінарні
- Neuropsychopharmacology (сайт)
- Нейрофізіологія (сайт)
- Journal of Neurochemistry
- Journal of Neurophysiology
- Neuropsychologia
- Neurobiology of Aging
- NeuroImage
- Neural Computation
- Neurocomputing
- Journal of Neuroimmunology
- American Journal of Neuroradiology
- NeuroPharmacology